# Malat-aspartatskytteln

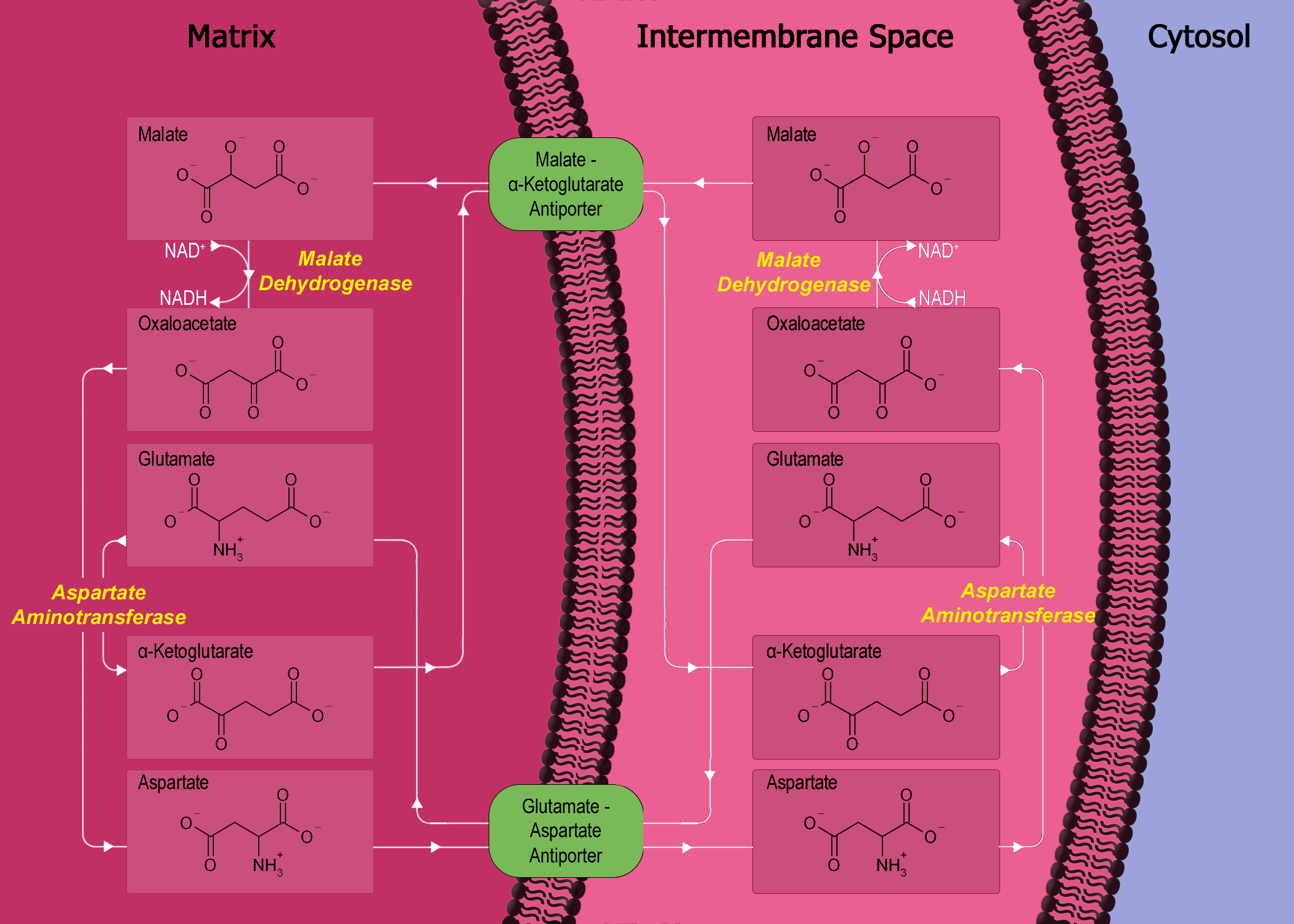
Översikt över reaktionerna i malat-aspartatskytteln.

Malat-aspartatskytteln är en serie reaktioner som för över reduktionsekvivalenter från bland annat NADH som bildats i glykolysen i cytosolen till mitokondriernas inre matris, där energin kan tas till vara i elektrontransportkedjan.
Malat-aspartskytteln utgörs av fyra enzymer:
- malatdehydrogenas i mitokondriens matris samt i dess intermembranutrymme.
- aspartataminotransferas i mitokondriens matris samt i dess intermembranutrymme.
- malat-alfa-ketoglutarat-antiportenzym på mitokondriens innermembran.
- glutamat-aspartat-antiportenzym på mitokondriens innermembran.

## Mekanismer
1. Först reduceras oxaloacetat i cytosolen till malat med hjälp av det NADH som bildats i bland annat glykolysen, samt enzymet malatdehydrogenas.
2. Malatet transporteras in i mitokondriens matrix.
3. Malatet återomvandlas till oxaloacetat med mitokondriellt malatdehydrogenas och NAD+, som omvandlas till NADH.
4. Oxaloacetatet transamineras med glutamat av enymet aminotransferas till aspartat och alfa-ketoglutarat.
5. Aspartatet och alfa-ketoglutaratet transporteras ut till cytosolen (detta sker i samband med att malat och oxaloacetat transporteras in med transportenzymerna malat-alfa-ketoglutarat-antiportenzym och glutamat-aspartat-antiportenzym).
6. Cytosoliskt aminotransferas omvandlar tillbaks aspartatet och alfa-ketoglutaratet till oxaloacetat och glutamat, så att transportcykeln kan börja om igen.